# نصیرآباد (دشت زرین)
نصیرآباد (دشت زرین)، روستایی از توابع بخش مرکزی شهرستان کوهرنگ در استان چهارمحال و بختیاری ایران است.

## جمعیت
این روستا در دهستان دشت زرین قرار دارد و براساس سرشماری مرکز آمار ایران در سال ۱۳۹۰، جمعیت آن ۷۱۹ نفر (۱۶۵خانوار) بوده‌است.